# 김장수 (1948년)
김장수(金章洙, 1948년 2월 26일 ~ )는 대한민국 군인 출신 정치인이다. 육군참모총장을 거쳐 국방부 장관을 역임하였고, 제18대 새누리당 국회의원과 초대 국가안보실장을 역임하였다.

## 생애
전라남도 광주시 태생이며, 광주제일고등학교를 졸업하고 육군사관학교 27기로 임관하였다. 야전 경험이 풍부하며, 작전 보직을 맡으면서 경력을 쌓았다. 주요 보직으로는 제6보병사단장, 7군단장과 합참 작전본부장을 역임하였다. 육군참모총장에 재직 중 전역하고, 국방부 장관에 임명되었다.
2005년 연천 530GP 사건에 대해 맹형규 의원실과 공성진 의원실에서 수차례에 걸쳐 자료 요구를 하자 3군 사령부에서는 자료 제출을 분명히 하였는데 국방부 결재 과정에서 김장수 장관이 직접 나서서 자료 제출 거부를 지시하였다는 의심을 받았다. 참여정부 말 2007년 남북정상회담에 국방부 장관으로 정부 대표단에 합류하여 평양시를 방문, 김정일 국방위원장과 악수를 하였다.

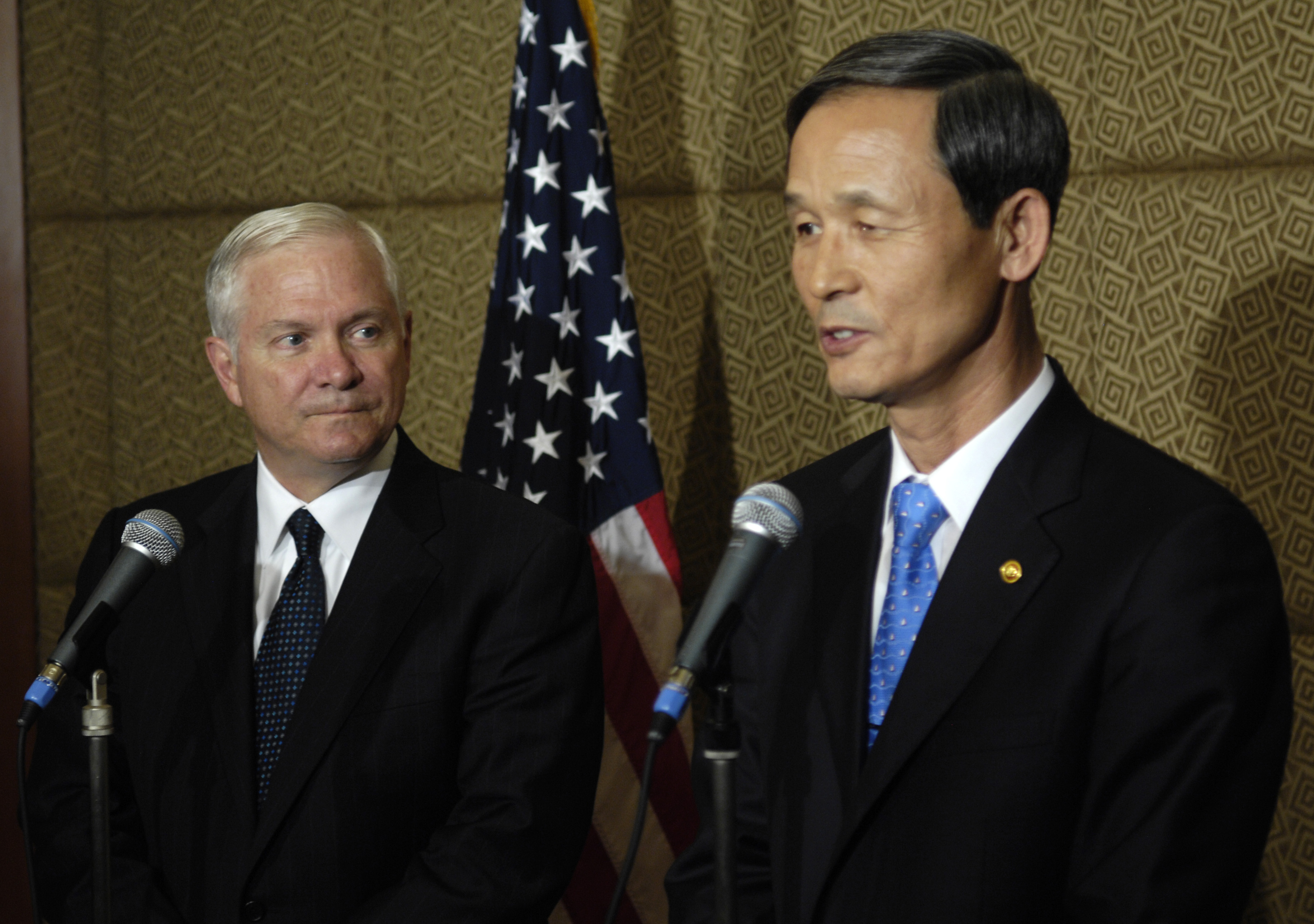
로버트 게이츠 국방부 장관과 공동발표를 하는 모습(2007년)

노무현 정권 시절에 국방부장관에 임명되었음에도 불구하고, 이명박 대통령이 당선한 이후에 바로 실시된 총선에서는 한나라당에 입당하여 비례대표 6번을 배번받아 당선되어, 제18대 국회의원이 되었다. 제19대 총선에는 불출마를 하였다. 박근혜 정부가 출범하면서 초대 국가안보실 실장으로 임명되었으나, 2014년 5월 22일 세월호 침몰 사고의 여파로 인하여 국가안보실장직에서 사임하였다. 이후 주중국 대한민국 대사관의 대사로 임명되어 한중 관계를 책임지는 역할을 하였다.

## 학력
- 광주제일고등학교 졸업
- 육군사관학교 27기
- 육군보병학교 졸업
- 육군대학 졸업
- 연세대학교 행정대학원 행정학 석사

### 명예 박사 학위
- 건양대학교 행정학 명예박사

## 경력
- 1971년 4월 육군 소위 임관
- 1988년 12월 ~ 1989년 10월: 육군 제11기계화보병사단 참모장 (육군 대령)
- 1989년 10월 ~ 1991년 7월: 육군 제7보병사단 5연대장
- 1991년 7월 ~ 1991년 12월: 육군 제1야전군사령부 작전처 연습과장
- 1991년 12월 ~ 1993년 5월: 육군 제1야전군사령부 작전처 계획편성과장
- 1993년 5월 ~ 1994년 10월: 수도방위사령부 작전처장
- 1994년 10월 ~ 1996년 4월: 육군사관학교 생도대장 (육군 준장)
- 1996년 4월 ~ 1997년 10월: 대한민국 육군 제1야전군사령부 작전처장
- 1997년 10월 ~ 1999년 11월: 대한민국 육군 제6보병사단장 (육군 소장)
- 1999년 11월 ~ 2000년 5월: 대한민국 합동참모본부 작전기획부장
- 2000년 5월 ~ 2001년 4월: 대한민국 합동참모본부 작전부장
- 2001년 4월 ~ 2003년 4월: 대한민국 육군 제7기동군단장 (육군 중장)
- 2003년 4월 ~ 2004년 5월: 대한민국 합동참모본부 작전본부장
- 2004년 5월 ~ 2005년 4월: 제17대 한미연합군사령부 부사령관 (육군 대장)
- 2005년 4월 ~ 2006년 11월: 제37대 육군참모총장
- 2006년 11월 ~ 2008년 2월: 제40대 국방부장관
- 2008년 5월 ~ 2012년 5월: 제18대 국회의원 (비례대표, 한나라당 → 새누리당)
- 제18대 국회 국방위원회 위원
- 2011년 5월: 한나라당 정책위원회 부의장
- 2011년 8월: 한나라당 최고위원
- 2012년 8월: 건양대학교 군사학과 석좌교수
- 2012년 12월 ~ 2013년 2월: 18대 대통령직 인수위원회 외교·국방·통일 분야 간사
- 2013년 3월 ~ 2014년 5월: 초대 국가안보실장
- 2014년: 국가안전보장회의 상임위원회 위원장
- 2015년 3월 ~ 2017년 9월: 주중국 한국대사관 대사
- 2017년 10월 ~ 2017년 11월 : 자유한국당 최고위원 겸 상임고문
- 2017년 11월 : 자유한국당 탈당

## 수상 내역
- 1996년 보국훈장 천수장
- 2002년 보국훈장 국선장
- 2006년 미국 공로훈장
- 2008년 보국훈장 통일장
- 2008년 미국 국방부 공로훈장

## 역대 선거 결과
| 실시년도 | 선거   | 대수 | 직책     | 선거구   | 정당     | 득표수      | 득표율          | 순위         | 당락 | 비고 |
| -------- | ------ | ---- | -------- | -------- | -------- | ----------- | --------------- | ------------ | ---- | ---- |
| 2008년   | 총선   | 18대 | 국회의원 | 비례대표 | 한나라당 | 6,421,727표 | \| \| 37.48% \| | 비례대표 6번 |      | 초선 |
|          | 37.48% |      |          |          |          |             |                 |              |      |      |

| 전임 신일순 | 제17대 한미연합군사령부 부사령관 2004년 6월 2일 ~ 2005년 3월 31일 | 후임 이희원 |

| 전임 남재준 | 제37대 육군참모총장 2005년 4월 7일 ~ 2006년 11월 7일 | 후임 박흥렬 |

| 전임 윤광웅 | 제40대 국방부 장관 2006년 11월 24일 ~ 2008년 2월 29일 | 후임 이상희 |

|  | 초대 국가안보실장 2013년 3월 25일 ~ 2014년 5월 22일 | 후임 김관진 |

| 전임 권영세 | 제11대 주 중국 대사 2015년 3월 27일 ~ 2017년 9월 27일 | 후임 노영민 |